# Nunukan Airport
Nunukan Airport (indonesiska: Bandar Udara Nunukan) är en flygplats i Indonesien.   Den ligger i provinsen Kalimantan Timur, i den norra delen av landet, 1 700 km nordost om huvudstaden Jakarta. Nunukan Airport ligger 15 meter över havet. Den ligger på ön Pulau Nunukan Timur.
Terrängen runt Nunukan Airport är platt åt sydväst, men åt nordost är den kuperad. Havet är nära Nunukan Airport åt nordväst.  Omgivningarna runt Nunukan Airport är en mosaik av jordbruksmark och naturlig växtlighet.